# MUSIC POWER STATION feel the μzic DA!!
MUSIC POWER STATION feel the μzic DA!!（ミュージック・パワーステーション・フィール・ザ・ミュージック・ダ!!）は、エフエム鹿児島 (μFM) で2001年5月から2009年3月までの7年11か月間放送されていた夕方のラジオ番組。番組終了時の放送時間は月曜 - 木曜の16:00 - 18:55。

## 概要
2001年5月に『HEY YOU μZIC!』の後番組として「feel the μzic DA!!」としてスタート。当初の放送時間は16:00～18:55。当時宮崎の放送局で活躍していたDJ POCKYを起用。
2004年9月1日より、放送時間拡大のために番組名を現在の「MUSIC POWER STATION feel the μzic DA!!」に改名。2004年9月15日より、放送場所を本社スタジオからアミュプラザ鹿児島内のAMU STUDIOに移しての公開生放送となる。同時にジングル類も一新される。2005年8月にはDJ POCKYと当時のアシスタント陣によりDJ POCKY'Sで「プレシャスメモリー」の曲名でCDデビューを果たす。
2006年3月31日をもって金曜日版は放送終了し、『FRIDAY AIR SHUFFLE EVENING TRACKS』に引き継いだ。
2007年4月2日より、放送時間が番組開始時と同様の16:00～18:55と1時間短縮となる。19時台の番組はAdult Oriented Radio（月曜～水曜）とアーティスト番組及び自社番組（木曜）となった。
2009年3月をもって番組は終了。後番組は『YOU GOTTA STATION μ's WAVE』である。

## 出演者

### パーソナリティ
- 月曜～木曜　DJ POCKY

### アシスタント
- 月曜　柳佐知
- 火曜　脇田かおり
- 水曜　Seiko
- 木曜　幸野祐子

4人とも2008年4月から担当

### 元パーソナリティ・アシスタント
- 遠藤陽子（金曜版を担当）
- 有賀真姫（2005年3月までは月･火、2006年3月までは火曜日を担当）
- 橋村美咲（2006年3月まで木曜日担当）
- 有馬由貴（2007年3月まで水曜日担当）
- 浜崎美保（2005年4月~2008年3月月曜日担当）
- 黒川恵美（2006年4月~2008年3月火曜日担当）
- 池田佳代（2007年4月~2008年3月水曜日担当）
- 辻敬子（2004年4月~2006年3月は水曜日，2006年4月~2008年3月は木曜日担当）

## 番組の特徴
- 愛称はfeel（フィール）。
- ゲストやリスナーは、DA!コール（アントニオ猪木の1・2・3・ダー!と同一）をするのが定番になっている。
- あいさつは、鹿児島弁で「おつかれさま」の事を「おやっとさぁ」を略した言葉、おっさぁー!。
- 公式サイトから放送中の様子がライブカメラで見ることが出来る。
- 笑い声・突っ込みなどの効果音が所々に入る。これはエフエム宮崎でDJ POCKYが担当するWEEKEND JAMでも同様。
- 各アシスタントにはあだ名が付いている。
- AMU STUDIO近くのAMU VITIONでは、時々番組CMが放映される。
- DJ POCKY休暇時のパーソナリティ代理は、2006年3月までは有賀真姫で、2006年4月からは辻敬子が担当している。

## エピソード
- 2004年度のビデオリサーチの調査で鹿児島地区の聴取率が全局のNo.1に輝く。ただし鹿児島県内の民放局はAM・FMそれぞれ1波のみ（鹿児島市内のみ鹿児島シティエフエムがあり）である。
- 千葉ロッテマリーンズが鹿児島キャンプ期間中、ボビー・バレンタイン（当時監督）がAMU STUDIO隣のスターバックスコーヒーに寄った帰りに出演することがある。
- 2006年6月29日には長渕剛がゲスト出演し、スタジオで10分程トークした後AMU STUDIOから出てライブを敢行した。ライブはそのまま放送された。
- 2007年2月12日には特別番組内で番組ジングル及びコーナーが南日本放送・鹿児島シティエフエムにも放送された。南日本放送#ラジオ番組を参照。
- 2007年10月9日には南九州ファミリーマート（鹿児島・宮崎の2県を管轄）とのタイアップで「ポキパン」、「ポキパイ」を発売した。対象店舗は南九州ファミリーマートの管轄する全店舗で、エフエム鹿児島を事実上聴取することができない宮崎県北部でも販売された。